# Hugo Ruiz Lustre
Hugo Rafael Ruiz Lustre 
Ex deportista paralímpico, empresario, activista y político mexicano, sin militancia partidista, fue diputado federal para el periodo de 2018 a 2021 en la legislatura LXIV.

## Datos biográficos
Hugo Ruiz Lustre a temprana edad padeció retinosis pigmentaria, lo que le causó ceguera; siendo lo que lo impulsó a dedicarse al deporte adaptado y a la defensa de las personas con discapacidad . Compitió en los Juegos Paralímpicos Barcelona de 1992 , constituyó y fue presidente de la Asociación del Estado de México del Deporte para Ciegos y Débiles Visuales en estado de México,fue presidente de la Federación Mexicana del Deporte para Ciegos y Débiles Visuales de diciembre de 1996 hasta septiembre de 1998 y posteriormente fundó y fue secretario general del Comité Paralímpico Mexicano (COPAME) en junio de 1997, en el campeonato mundial de atletismo para ciegos en Madrid de 1998, logró con la delegación mexicana la posición número 12 a nivel mundial y tercer lugar en el continente americano; conquistó para México la sede de los primeros Juegos Parapanamericanos en 1999. 
Fue precursor y promotor del primer centro paralímpico mexicano CONADE en 1998 al 2000.
Relator en: Miscelánea fiscal en el periodo de gobierno 2000-2006; 2006-2012, Ley de adquisiciones compras prioritarias para personas con discapacidad 2006-2012. 
Reforma de telecomunicaciones internet gratuito para personas con Discapacidad en 2008.
Ley general para las personas con discapacidad federa la discapacidad mediante la asamblea consultiva 2010.
Convención de los derechos humanos de las personas con discapacidad voz y voto en la toma de decisiones de las políticas públicas y derechos políticos en 2013. 
Fue miembro honorífico del consejo nacional para el desarrollo e inclusión para Personas con Discapacidad (organismo descentralizado por decreto a ley) "CONADIS/organismo descentralizado" del 2005-2012. Constituyó más de 10 organizaciones de promoción y defensa de los derechos de las PCD 2005-2012, constituyó la asamblea consultiva con 5 federaciones como órgano de participación permanente en el organismo descentralizado CONADIS.
Presidente del Consejo Nacional para las Personas con Discapacidad y aspirante a la presidencia de la Comisión Nacional de los Derechos Humanos. En 2018 fue postulado y electo diputado federal por la vía plurinominal por la coalición Juntos Haremos Historia. Es el primer diputado ciego integrante del Congreso mexicano en la LXIV Legislatura. En la Cámara de Diputados fue presidente de la comisión de Derechos Humanos en la LXIV Legislatura. En su periodo como diputado federal uno de sus bastiones fue la iniciativa ley sobre los derechos político-electorales de las personas con discapacidad y se le reconoce por ser el precursor de la acción afirmativa ante el tribunal electoral del INE en enero del 2019 que garantiza la participación política de las personas con discapacidad. Autor y fundador del Sindicato Independiente de Trabajadores de y para personas con Discapacidad de la Ciudad de México SINTDIS.